# Долговы
Долговы (Долгие) — русские дворянские роды.
Род внесён в родословные книги 17-ти губерний: Астраханской (2 часть,1802), Бессарабской (2 часть 1895,1897) Воронежской (2 часть), Донской (2 часть 1802,1852,1871) Кавказской, Казанской (2,3 часть), Киевской (2 часть 1847), Курской (6 часть), Московской (2,3 часть), Нижегородской (3 часть 1898), Новгородской (2 часть 1849), Орловской (3 часть), Псковской (6 часть 1792), Рязанской (2 часть 1850,1851), Саратовской (3 часть), Херсонской (2 часть), Ярославской (3 часть). Наиболее раннее упоминание относится к 6-й части списка дворянских родов Псковской губернии и датируется 1792 годом. Все дворянские роды Долговых значатся во 2-й, 3-й и 6-й частях списков дворянских родов..
Долгов Олимпий Куприянович пожалован вотчинами (1679). Его потомство внесено в VI и II части Дворянской родословной книги Вологодской губернии.
Максим Андреевич Долгий (Долгов), из крестьян Московского уезда Троицкой лавры, лейб-компании гренадер, возведён в потомственное дворянское достоинство Российской Империи 31 декабря 1741. Жалован дипломом на дворянское достоинство 25 ноября 1751 (диплом лейб-компанский). Герб
Остальные роды Долговых, числом 23, позднейшего происхождения.

## Происхождение и история рода
По данным Российской родословной книги П.В. Долгорукова, первое упоминание фамилии Долгов относится к двенадцатому веку : "Иван Андреевич Долгов, рязанскій тысяцкий, убит в сражении, в 1135 году". Борис Иванович Долгов владел поместьем в Новгородской области (конец XV века). Осташ Петрович (Петрушин) Долгов владел деревнею Верхнею-Даниловою (1503).  Андрей Иванович и Василий Андреевич находились воеводами в казанском походе (1544). Роман Никитич убит в зимнем казанском походе (1550), в бою под стенами Казани и его имя записано в синодик Московского Успенского собора на вечное поминовение. Фёдор Иванович владел поместьем в Псковском уезде (1570), а Пешко Никитич в Новгородской области (1572). Иван Михайлович, Василий Никитич и Ларя Иванович Долговы служили по Епифани в детях боярских (1585). Артемий Фёдорович верстан новичным окладом по Орлу (1596). Среди помещиков Орловского уезда в 1590-х годах числились двенадцать представителей рода. Савва Долгов казачий атаман (1592). Пётр Долгов находился дьяком Малороссийского приказа (1678). Четверо Долговых владели населенными имениями (1699). 

## Описание герба
Герб надворного советника Александра Долгова: в верхней малой части щита, в голубом поле изображена золотая звезда. В нижней пространной части, в серебряном поле, крестообразно положены две древесные ветви и над ними означен улей и две пчелы. Щит увенчан дворянским шлемом и короною с тремя страусовыми перьями. Намёт на щите голубой, подложенный золотом.

## Известные представители
- Долговы: Иван Ларин и Фёдор Иванович - дети боярские по Ряжску (1606).
- Долгов Герасим - подьячий, затем дьяк, ездил при посольстве в Персию (1674).
- Долгов Олимпий Куприанович - пожалован вотчинами (1679).
- Долгов Степан Фёдорович - стряпчий (1683), стольник (1688)[9].